# Sabína Oroszová
Sabína Oroszová (Bratislava, 5 giugno 1993) è una cestista slovacca.

## Carriera
Con la Slovacchia ha disputato due edizioni dei Campionati europei (2017, 2021).